# فورتومو
فورتومو (انگلیسی: Fortumo) شرکت خدمات مالی استونیایی است، که در سال ۲۰۰۷ تأسیس شد.